# Centro europeo per l'osservazione della Terra

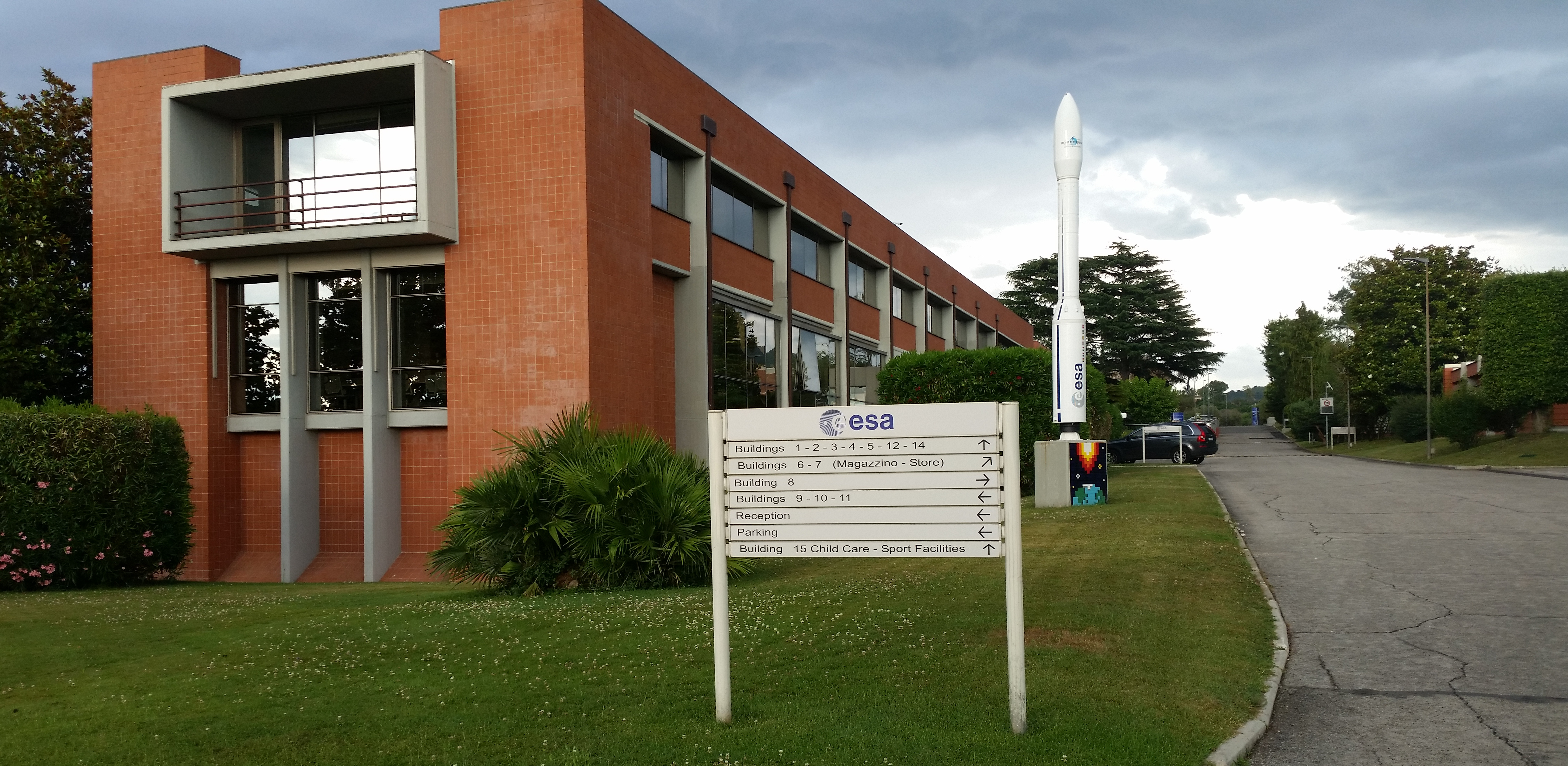
Sede

Il Centro europeo per l'osservazione della Terra, il cui acronimo ESRIN è dovuto alla precedente denominazione di Centro europeo per la ricerca spaziale (in inglese European Space Research Institute), è uno dei sei centri specializzati dell'Agenzia Spaziale Europea. Si trova a Frascati ed è responsabile per il telerilevamento. 
Il centro, fondato nel 1966, conta uno staff internazionale di 150 addetti in aggiunta ad un numero di appaltatori. Le prime acquisizioni di dati da satelliti ambientali iniziarono negli anni settanta e, grazie agli aspetti unici delle sue attività, l'ESRIN rappresenta oggi la finestra ASE sugli utenti.

## Osservazione della Terra
I dati rilevati dall'osservazione della Terra acquisiscono sempre maggiore importanza grazie alle sempre più numerose agenzie nazionali ed internazionali che riconoscono gli svariati utilizzi che se ne possono ricavare. I satelliti per l'osservazione della Terra vigilano costantemente ed i dati che forniscono aiutano a salvaguardare il pianeta in cui viviamo. Dal 2004 ESRIN è il centro principale per le attività di Osservazione della Terra dell'ESA. La dottoressa Simonetta Cheli, capo dello stabilimento ESRIN, è anche direttore dell'Osservazione della Terra.

## Altri obiettivi dell'ESRIN
Sebbene il compito principale dell'ESRIN, soprattutto a partire dai lanci dei satelliti ERS-1 (1991) ed ERS-2 (1995), sia ancora strettamente legato al Programma ESA di osservazione della Terra, questo centro si occupa ora anche delle applicazioni informatiche aziendali dell'Agenzia e delle infrastrutture ad esse collegate.
Queste attività comportano contatti continui con le comunità degli utenti dei dati di telerilevamento, lo sviluppo di cataloghi e "directories" on line, funzioni di assistenza per l'utilizzo dei dati e gli ordinativi, corsi di formazione, ecc. Nel campo delle attività informatiche, l'ESRIN cura tutta una serie di contatti con i vari "utenti" ESA per l'organizzazione di sistemi informativi aziendali (alcuni dei quali sono accessibili dall'esterno) e per lo sviluppo di strumenti applicazioni ad essi collegati.
L'ESRIN agisce come interfaccia tra l'ESA e coloro che usufruiscono dei suoi servizi. Il centro ha contatti stretti con l'industria europea, l'Unione europea, la protezione civile, i ministeri dell'agricoltura e dell'ambiente dei Paesi Membri dell'ESA. L'ESRIN inoltre coopera con organizzazioni internazionali comprese le agenzie delle Nazioni Unite e la Commissione Europea, e gioca un ruolo importante in molti progetti internazionali. Questi includono il programma Geosphere/Biosphere, il comitato per i sistemi di Osservazione della Terra e la Carta Internazionale sullo spazio e i Disastri maggiori.
In tutte le sue attività l'ESRIN persegue gli obiettivi dell'ESA di aumentare le interazioni con gli utenti in modo da sviluppare nuovi prodotti e servizi, e supportare la competitività dell'industria spaziale europea. L'ESRIN aiuta a creare un campo fertile tra due mondi, quello della scienza e quello delle applicazioni spaziali a beneficio di tutti gli europei.

## Le strutture dell'ESRIN
Un certo numero di altre attività si svolge ad ESRIN, ognuna delle quali contribuisce in maniera significativa al lavoro dell'ESA:
- Programma Vega: il team direzionale per il nuovo lanciatore leggero Europeo
- Sistemi informatici: la progettazione, lo sviluppo, la fornitura ed il mantenimento dei sistemi informatici e software usati dall'Agenzia.
- Laboratorio di telecomunicazioni: fornisce all'industria europea ed alle istituzioni un più facile accesso alle infrastrutture di telecomunicazione per lo spazio.
- European Centre for Space Records (Centro europeo per il registro spaziale): stima e conserva i dati tecnici di valore di progetti ESA completati
- Portale Web ESA: tiene il pubblico informato delle molteplici attività dell'ESA.
- Teatro di realtà virtuale: presentazioni in 3D di dati geografici complessi di Osservazione della Terra rivolti a specialisti e a studenti.
- Φ-lab (Phi-lab): laboratorio di innovazione presso l'ESRIN per l'osservazione della Terra.